# 張志焜
張志焜（1923年—2017年8月8日），字若谷，別號涵虛主人。臺灣水墨畫家、書法家及書畫教育者，長居臺東，為臺灣東部代表性的水墨畫家，擅長臺灣東部風景的山水畫以及花鳥畫。

## 生平

### 早年
張志焜出生於四川省岳池縣，1943年就讀四川省立藝術專科學校，就學期間李可染、林風眠、潘天壽等老師薰陶。就學期間因中國抗日戰爭國軍豫湘桂會戰失利，於1944年參加青年軍，直至抗戰結束後1946年返校修業，1947年畢業。
張志焜畢業後因國共內戰再度參軍，1949年隨軍來臺，就讀中華民國陸軍軍官學校軍官訓練班，隨部隊駐防金門、澎湖，但1958年受孫立人兵變案牽連，被迫提前退伍，退伍後移居臺東。

### 中年
張志焜在臺東，初期曾從事經營農場、廣告業、報社編輯等工作。1959年首次於省立臺東社會教育館舉辦個展，受當地美術教育界注意。1964年起任教於臺東鹿野國中、新生國中等學校，擔任美術老師。
張志焜於1983年創立涵虛小築個人畫室，開始專注水墨畫作及書畫教育。1984年他到國立臺灣師範大學進修，受書法家汪中指導精進書法技藝。晚年亦應邀至中國南京、蘇州及香港等海外畫展參展。

### 晚年
張志焜1988年自臺東新生國中退休，之後專注於美術社會教育及美術創作，含括在學學生、青年乃至於退休人員，也到東成技能訓練所的受刑人進行推廣教育。他培養許多書畫學生，因此也被視為台東的美術教育最重要推手。2002年獲臺東縣政府頒發第一屆臺東資深藝術家。
張志焜晚年身體健壯，且每天以書畫創作調養身心，2012年舉辦《張志焜九十歲墨痕》引起畫壇及地方各界迴響。
2018年8月8日去世，享年95歲。

## 創作風格
張志焜是少數受過中華民國大陸時期藝專教育，並在戰後來臺的現代專業畫家，他的創作風格深受現代西畫影響。他的水墨創作主題以山水畫及花鳥畫為主，另有書法創作。
他的山水畫多以台東的山岳景色為主題，如都蘭山、白玉瀑布等，結合故鄉四川雲霧繚繞的意境，形成個人思鄉情懷的景致。花鳥畫則以荷花、雞、金魚為主，呈現個人的心境與生活觀察。
他的山水畫主要有早期和晚期風格：早期運用西方水彩技法在水墨中，運用各種色彩及渲染技法創造色彩豐富的繪畫風格。晚期脫離單純的渲染技法，運用「勾、皴、擦、染、點」等山水畫筆法，以墨色深淺創造出似與不似實景的構圖，以產生意境上的突破。
花鳥畫早期多為寫實風格，詳實描繪動物與花的風格，中年以後多以簡潔的畫筆呈現動物形體美感，以展現個人的心境。

## 評價
- 臺灣山水畫家張光賓評價其風格為「筆簡意遠」。[8]
- 臺東大學美術產業系教授兼人文學院院長林永發評其繪畫創作風格「講究樸素」、「崇尚自然」、「發揮個性」。[8]

## 代表作
- 2009年水墨畫《台東都蘭聖山》
- 2009年《台東小山》
- 2016年水墨畫《臺灣東海岸後山一脈》

## 展覽

### 個展
- 1958年  個展，台灣省立台東社會教育館，臺東[9]
- 1984年  個展，國軍文藝活動中心，臺北[9]
- 1987年  個展，高雄文化中心，高雄[9]
- 1991年  個展，高雄市立社會教育館，高雄[9]
- 1993年  個展，台中市立文化中心，臺中[9]
- 1994年  個展，台灣省立彰化社會教育館，彰化[9]
- 1994年  個展，華視視聽中心，臺北[9]
- 1994年  個展，金品藝廊，臺北[9]
- 1995年  個展，桃園縣立文化中心，桃園[9]
- 1996年  個展，台灣省立新竹社會教育館，新竹[9]
- 1999年  個展，台灣省立台東社會教育館，臺東[9]
- 2002年  個展，中國四川岳池[9]
- 2003年 「八十回顧展」，台灣省立台東社會教育館，臺東、台灣省立彰化社會教育館，彰化[10]
- 2004年 「八十回顧展」，台灣省立新竹社會教育館，新竹[9]
- 2006年  個展，中國北京、深圳[9]
- 2007年  書畫個展，台灣省立台東社會教育館，臺東[9]
- 2012年  「九十歲墨痕展」，國立臺東生活美學館，臺東[9]

### 聯展
- 1960年  李淑英聯展，台灣省立台東社會教育館，臺東[9]
- 1986年  涵虛同門畫展，台灣省立台東社會教育館，臺東[9]
- 1986年  涵虛同門畫展，花蓮縣立文化中心，花蓮[9]
- 1992年  涵虛同門畫展，台灣省立台東社會教育館，臺東[9]
- 2000年  聯展，中國江蘇南京、蘇州、懷安[9]
- 2002年  香港師生聯展，香港[9]

## 家庭
張志焜育有3子。次子張中白為知名台灣地質學家。

## 外部連結
- 重現張志焜藝術作品 （页面存档备份，存于）